# 田知本遥
田知本 遥（たちもと はるか、1990年8月3日 - ）は、富山県射水市出身の女子柔道家。現役時の階級は70kg級。2016年リオデジャネイロ五輪金メダリスト。柔道グランドスラムで金メダルを通算4個獲得。東海大学卒業。現役時は綜合警備保障所属。競技引退後に筑波大学大学院修了。

## 人物
身長167cm。血液型はA型。得意技は大外刈、寝技。組み手は左組み。段位は五段（2020年現在）。姉は78kg超級で活躍していた田知本愛。
筑波大学大学院（人間総合科学研究科スポーツ健康システム・マネジメント専攻）では菊幸一や山口香の指導の下に研究を行い、修士論文は専攻長賞を受賞した。

## 経歴

### 小学生時代
射水市立小杉小学校2年の時に姉の愛と一緒に小杉少年柔道クラブで柔道を始めた。技を次々と習得すること自体は楽しかったという。飲み込みの早さを父親も感心していたように、やればすぐできる子供だった。また、クラブの指導者の話によれば、「いいかげんなことを嫌う性格」だったこともあって練習には全力で取り組み、性別を問わない大会でも上位に食い込むことがあったという。なお、田知本の父親はリオデジャネイロオリンピックの女子レスリング48 kg級で金メダルを獲得した登坂絵莉の父親と高岡第一高校時代の同級生で、中学時代には柔道で対戦した経験もあった。

### 中学時代
中学では指導者の朽木淳司から寝技を徹底的に仕込まれた。ここでは特に三角絞めの体勢からの攻撃を得意にしていった。1年の時には8月の全国中学校柔道大会の63 kg級で早くも3位になった。2年の時には決勝まで進むが、その後暫くライバル関係が続くことになる北海道旭川市立六合中学校3年の上野巴恵に大外刈で敗れて2位だった。3年の時は階級を70 kg級に上げるものの5位にとどまった。

### 高校時代
富山県立小杉高校に進むと、柔道部監督の二瀬寛之から指導を受けることになった。1年の時には7月の金鷲旗と8月のインターハイ団体戦で姉の愛とともに活躍して優勝を勝ち取るが、個人戦の70 kg級では決勝で北海道旭川南高校2年の上野に大外刈で敗れた。2007年2月に初のシニアの国際大会であるベルギー国際に出場すると、後の北京オリンピック78 kg級で2位となるキューバのヤレニス・カスティージョを有効で破って、78 kg超級で優勝した姉の愛との姉妹優勝を果たした。
2年の時には7月の金鷲旗で3位だったが、8月のインターハイ団体戦では2連覇に大きく貢献した。しかし個人戦では決勝でまたも上野に支釣込足で敗れて2位に終わった。11月のアジアジュニアでは優勝を飾った。2008年2月のベルギー国際では予選リーグで世界選手権2位であるアメリカのロンダ・ラウジーを大外刈で破ると、決勝でもカスティージョを横四方固で破って2連覇を達成した。
3年の時にはインターハイ団体戦の県予選で敗れて全国大会に出場できなかった。個人戦は県大会で優勝したものの北信越高等学校体育大会で2位にとどまった。個人戦ではようやく全国優勝を果たした。
続いて9月の全日本ジュニアでも優勝した。10月の世界ジュニアでは準決勝まで全て一本勝ちすると、決勝ではブラジルのマイラ・アギアルを指導3で破って、78 kg超級で優勝した姉の愛とともにアベック優勝を飾った。2009年2月のワールドカップ・ウィーンでは準決勝でライバルの上野を指導3で破って初勝利を上げるが、決勝で自衛隊体育学校の國原頼子に袖釣込腰で敗れて2位だった。

### 大学時代
2009年には東海大学に進むと、1年の時には5月のフランスジュニア国際で優勝した。6月の優勝大会で姉とともに活躍するものの2位にとどまった。7月のグランドスラム・リオデジャネイロでは準々決勝でフランスのリュシ・デコスに大外刈で敗れて5位だった。10月の学生体重別では姉とともに優勝を飾った。続く世界ジュニアでは準決勝でスロベニアのアナマリ・ベレンシェクに有効で勝利した以外は全て一本勝ちして2連覇を達成した。11月の体重別団体では5位にとどまった。2010年1月のワールドカップ・ソフィアでは決勝で大学の5年先輩にあたる了徳寺学園職員の今井優子に指導2で敗れて2位だった。
2年の時には5月のグランプリ・チュニス決勝でスロベニアのラシャ・スラカを上四方固で破るなど、オール一本勝ちしてIJFワールド柔道ツアーの初優勝を果たした。6月の優勝大会では姉とともに活躍するものの、昨年に続いて2位にとどまった。10月のグランプリ・ロッテルダムでは決勝でイタリアのエリカ・バルビエリを大外刈で破って優勝した。10月の学生体重別では3位、体重別団体では5位にとどまった。11月の講道館杯では決勝で國原に背負投で敗れて2位だった。12月のグランドスラム・東京では決勝でオランダのエディス・ボッシュを指導2で破り、78 kg超級で優勝した姉の愛ともども、2008年の世界ジュニアに続いて国際大会での姉妹優勝を果たした。2011年1月のワールドマスターズでは準々決勝でデコスに一本背負投の技ありで敗れて5位だった。2月のグランドスラム・パリでは準々決勝でボッシュに大外返で敗れて5位にとどまると、続くグランプリ・デュッセルドルフでも2回戦で地元ドイツのイリアナ・マルツォックに大内刈で敗れた。
3年の時には、4月の体重別と同時期に開催されたアジア選手権に出場するも、決勝で韓国の黄藝瑟に指導2で敗れて2位だった。団体戦では姉の愛とともに優勝に貢献した。なお、世界選手権には体重別で優勝した國原とともに選ばれた。5月のグランドスラム・モスクワでは決勝でボッシュに大内刈で敗れた。6月の優勝大会では3位だった。8月には世界選手権に出場するものの3回戦でキューバのオニックス・コルテスに有効で敗れた。団体戦では決勝のフランス戦でデコスと対戦すると、相手の大内刈で有効を取られたが、この際に電光掲示板に思い切り激突したことで掲示板が破壊されて、試合が一時中断する事態となった。その後反撃ならず敗れてチームも2位にとどまった。10月のグランプリ・アブダビではフランスのマリー・パスケを上四方固で破って優勝を飾った。続く体重別団体では3位にとどまった。11月の講道館杯では3位だった。12月のグランドスラム・東京では準決勝で上野に指導2で敗れて3位に終わった。2012年1月にはワールドマスターズに出場するが、準決勝でドコスに背負投で技ありを取られて3位に終わった。2月にはグランドスラム・パリに出場すると、準決勝でオリンピック代表争いをしている世界3位の國原からGSに入って内股で一本勝ちすると、決勝では世界チャンピオンである地元のデコスを2-1の判定ながら破って、78 kg超級で優勝した姉の愛ともども姉妹優勝を果たした。
4年の時には5月の選抜体重別決勝で、國原を準決勝で破った環太平洋大学3年のヌンイラ華蓮を指導2で破って初優勝を飾り、ロンドンオリンピック代表に選出された。なお、この大会の準決勝で敗れて世界ランキング1位でありながらオリンピック代表になれず放心状態と化した姉に対しては声をかけることさえできなかった。8月のロンドンオリンピックでは世界ランキングが3位だったために第3シードで臨むことになった。初戦はコルテスを3-0の判定で破るが、準々決勝では中国の陳飛と対戦して先に有効2つを取りながら相手の巻き込み技で左肘を負傷すると、その後立て続けに有効2つを取り返されてポイントで並ばれると旗判定となり0-3で敗れた。敗者復活戦でもボッシュに指導2で敗れて7位に終わり、メダルを獲得できずに終わった。10月の体重別団体では3位にとどまった。12月のグランドスラム・東京では決勝でオランダのリンダ・ボルダーに有効で敗れた。2013年2月のグランプリ・デュッセルドルフでは初戦でオーストリアのベルナデッテ・グラフに裏投げの技ありで敗れた。

### 社会人時代

#### 2013年
4月からは綜合警備保障の所属となった。5月の体重別では初戦で帝京大学4年の前田奈恵子に指導2で敗れたが、実績を買われて世界選手権代表に選ばれた。5月のアジア選手権には団体戦のみ出場して、決勝でモンゴルのツェンドアユシュ・ナランジャルガルを送襟絞で破るなどしてチームの優勝に貢献した。6月のグランプリ・マイアミではコルテスに袖釣込腰の技ありで敗れて3位に終わった。8月の世界選手権では初戦でコルテスと対戦するが、指導3で優勢負けした。一方、団体戦では決勝で地元のブラジルと対戦してマリア・ポルテラに指導2で敗れるが、大将戦で姉の愛がマリア・アルテマンに指導1で勝利を収めてチームは優勝を飾ることになった。11月のグランドスラム・東京では準々決勝で世界ランキング1位であるオランダのキム・ポリングに内股で敗れると、その後の3位決定戦でも世界チャンピオンであるコロンビアのジュリ・アルベアルに指導3で敗れて5位に終わった。

#### 2014年
2014年2月のグランドスラム・パリでは準決勝でボルダーに指導3で敗れて3位だった。4月の選抜体重別では初戦でコマツの大野陽子に有効で敗れたものの、6月には世界団体のメンバーに追加で選出された。実業団体の2部では優勝を飾った。8月の世界団体では準決勝でフランスのマルゴー・ピノに背負投で敗れるとチームも3位にとどまった。なおこの時期には、今の置かれている状況を変えなればならないと思い1ヶ月ほどイギリスに渡ると、地元のサリー・コンウェイなどに勇気付けられるなどして気持ちを新たにした。ここ最近結果を残せていなかったことから、負ければ引退も覚悟で出場した11月の講道館杯では、決勝で三井住友海上の新井千鶴をGSに入ってから指導2で破って、今大会初優勝を果たした。この際に、「苦しかった。次につなげられたらと思う」と述べた。後にこの試合のことを、「あの日から、神様が自分にリオの一番高いところを目指せと言っていると思った」と回想した。12月のグランドスラム・東京では決勝でフランスのジブリズ・エマヌに指導2で敗れるが2位になった。

#### 2015年
4月の体重別では決勝で新井を指導2で破って、78 kg超級で優勝した姉の愛とアベック優勝を果たすも、世界選手権代表にはグランプリ・デュッセルドルフの不出場を含めた最近の国際大会での結果を勘案されて選出されなかった。なお、試合後のインタビューでは、「いろいろ迷惑かけたし、つらい時期があった。その中で周囲の方々には集中できる環境を作ってもらった」と語った。6月の実業団体2部では2連覇を果たした。7月のグランドスラム・チュメニ では決勝でオランダからイスラエルに国籍を変更したボルダーを内股で破って優勝を飾った。10月のグランドスラム・パリでは準々決勝でポリングを技ありで破るなどして決勝に進むと、ドイツのラウラ・ヴァルガス＝コッホを大外刈で破って優勝を果たした。その後のインタビューで、リオデジャネイロオリンピックに懸ける思いを次のように語った。「あの時（ロンドンオリンピック）と違って、今は試合前の準備からとても大事にしていますし、準備の仕方も分かっています。相手を知るための研究もやっています。何よりも決意と覚悟。あの時がゼロだったとは言いませんが、今の方が遥かにオリンピックにかける思いは何倍も大きいです。」。

#### 2016年・リオ五輪
2016年2月のグランドスラム・パリの際には、準決勝で地元フランスのファニー＝エステル・ポスビトに反則の対象となる立ち姿勢から一挙に身体を捨てた腕挫腋固を仕掛けられて反則勝ちを収めるが、決勝では韓国の金省然にGSに入ってから指導1を取られて2位に終わった。4月の選抜体重別では準決勝で了徳寺学園職員のヌンイラを一本背負投で破ると、決勝ではオリンピック代表争いを繰り広げていたライバルの新井を内股返の有効で破り2年連続3度目の優勝を飾って、リオデジャネイロオリンピック代表に選出された。代表決定後の会見では、「ロンドン五輪の経験を生かし、チャンピオンになって帰ってきたい」とコメントした。5月にはワールドマスターズに出場予定だったが、ケガのため出場を取り止めた。どんな組み合わせでも勝ち上がらなければならない点では一緒なので、ワールドマスターズに敢えて出場してシード権を狙うよりも、その分を研究や対策に講じた方が得策だとの判断から出場しなかったともいう。これにより世界ランキングは12位にとどまり、8位の選手までが対象となるシード権を男女の日本代表選手で唯一人確保できずにオリンピックに臨むこととなった。その初戦では中国の周超を開始早々の合技で破った。2回戦では世界ランキング1位であるオランダのポリングに有効を先取されるもその後に有効を取り返すと、GSに入ってから大外刈で有効を取って勝利した。この試合に勝てば絶対に金メダルが取れると思っていた大事な1戦をものにすると、準々決勝ではカナダのケリタ・ズパンシック相手に2回戦の疲労から多少てこずったものの、GSに入ってから谷落の技ありで破ると、準決勝ではドイツのヴァルガス＝コッホを大外刈の技ありで破った。決勝ではコロンビアのアルベアルと対戦して指導1を先取されるも、相手の意表を衝いた技で技ありを取ると崩袈裟固で抑え込み、合技で一本勝ちを収めて金メダルを獲得した。優勝直後のインタビューでは「ずっと欲しかったものが今こうして手元にあることが信じられない」「ロンドン五輪での悔しさを晴らした。きょうは、柔道人生で最も充実した日です」と語った。9月にはオリンピックでの活躍が評価されて県民栄誉賞を受賞した。11月、紫綬褒章を受章。

#### 2017年・引退
2017年4月からは筑波大学大学院の人間総合科学研究科で姉や52 kg級の中村美里とともにスポーツ健康システムマネジメントを専攻することになった。6月にはリオデジャネイロオリンピック以来10ヶ月ぶりの試合となる地元の富山で開催された実業団体2部に出場すると、姉とともに活躍して3勝1分の成績でチームの優勝に貢献した。10月には「柔道家として、この道で次に求める気持ちが湧いてこなかったこと」などを理由に現役引退を表明した。「リオデジャネイロオリンピックでは自分の持てる力をすべて畳の上に置いてくることができた。ロンドンオリンピックの敗戦を踏まえて、憧れの舞台で両方の経験を味わえたことは、何事にも代えがたい貴重な経験となりました」ともコメントした。その後の引退会見では、「きついことも多かったですが、壁に立ち向かっていく自分が好きでした。すべてを懸けた20年間でした」と選手生活を振り返った。さらに大学院を卒業後は、「単に勝利を求めるだけでなく、もっと広い視野で打ち込めるように教えられる指導者になりたい」と今後の目標を語った。

## 世界ランキング
- 世界ランキングの年度別変遷

|      | 2009年 | 2010年 | 2011年 | 2012年 | 2013年 | 2014年 | 2015年 | 2016年 | 2017年 |
| ---- | ------ | ------ | ------ | ------ | ------ | ------ | ------ | ------ | ------ |
| 順位 | 26     | 7      | 5      | 4      | 22     | 25     | 12     | 3      | 39     |

（出典、JudoInside.com）。

## 姉との絆
二つ上の姉の愛とは切磋琢磨して競技生活を過ごした。2015年4月の体重別ではアベック優勝を果たすことになった。続く全日本選手権で姉の愛は出場10回目にして初の優勝を成し遂げたが、この際には姉のサポート役に徹した。2016年1月の強化合宿の際に姉の愛は、「一緒に五輪に出たい。互いに言葉はなくても感じ合っている」と姉妹でのオリンピック出場に思いを寄せた。しかしながら、姉は2016年4月の体重別で3位にとどまると、全日本選手権では決勝でオリンピック代表争いをしていたライバルの山部佳苗と対戦するも、終了50秒前に左膝を負傷した影響により合技で一本負けを喫した。結果として、国際大会での実績では山部をリードしながら国内大会で連敗した上に負傷までしたことで、またもや姉妹でのオリンピック出場を果たせずに終わった。この選考に対して妹は、「なんでだめなんですか」と関係者に号泣して訴えたという。その後に姉と食事をする機会を得ると、次のように語った。「姉ちゃんは前を向き始めていて、私はそれがうれしかった。リオ五輪も応援に来ると言ってくれた。金メダルを取って喜びを分かち合いたい」。リオデジャネイロオリンピックで妹が優勝する瞬間を会場で見つめた姉は、「2人でというのは叶えられなかったんですけど、妹が優勝してくれて自分のことのようにうれしいです」と語った。表彰式の後には観客席から1人だけ試合フロアに進める権利が与えられるが、妹は姉を指名するとその首に金メダルを掛けて喜びを分かち合った。2017年10月に妹の遥が現役引退を表明した際に姉は、「小さいころから理解し合える仲間であり、一番近くにいるライバルだった（妹の）遥が先に引退することに、まだ実感が湧かない。最後に一緒に柔道を始めた土地で団体戦を組めたことが、いい思い出になった」とコメントした。

## 柔道スタイル
左組み手からの大外刈りや大内刈りに加えて、三角絞めからの抑え込みをはじめとした寝技を得意にしている。ジュニア時代からのライバルだった上野巴恵とは対照的に、相四つの長身選手の組み手を巧みに捌くことに長けている。東海大学女子柔道部監督だった白瀬英春によれば、田知本はすでにジュニアの段階から立ち技、寝技両面において自分の形を持っているのが何よりの強みになっていたと語っている。田知本自身は自らの柔道について、「自分の長所は前に出てガツガツ攻める柔道。短所は、巧い、だます柔道ができないことです。」と述べている。なお、ロンドンオリンピック後は外国選手に太刀打ちできるように筋力トレーニングで重点的にパワー強化を図って、心技体の全てが成長できたともいう。リオデジャネイロオリンピック前には、東海大学の男子柔道部監督である上水研一朗とともにビデオで全てのライバルを徹底的に研究してその特徴を把握するなど、これで負けたらしょうがないと言い切れるほどの準備をする戦術面での緻密さも持ち合わせている。それにより、リオデジャネイロオリンピックの決勝という大舞台でも、相手の意表を突いた技で緻密さと大胆さを発揮した。

## 戦績
| 年月       | 大会                             | 成績                                |
| ---------- | -------------------------------- | ----------------------------------- |
| 2003年8月  | 全中                             | 個人戦 3位（63 kg級）、団体戦 5位   |
| 2004年8月  | 全中                             | 個人戦 2位（63 kg級）、団体戦 5位   |
| 2005年8月  | 全中                             | 個人戦 5位（70 kg級）、団体戦 5位   |
| 2006年7月  | 金鷲旗                           | 姉の愛と姉妹優勝                    |
| 2006年8月  | インターハイ                     | 個人戦 2位、団体戦 姉の愛と姉妹優勝 |
| 2006年10月 | 国体                             | 少年女子の部 5位                    |
| 2007年2月  | ベルギー国際                     | 姉の愛と姉妹優勝                    |
| 2007年8月  | インターハイ                     | 個人戦 2位、団体戦 優勝             |
| 2007年9月  | アジアジュニア                   | 優勝                                |
| 2008年2月  | ベルギー国際                     | 優勝                                |
| 2008年8月  | インターハイ                     | 個人戦 優勝                         |
| 2008年9月  | 全日本ジュニア                   | 優勝                                |
| 2008年10月 | 世界ジュニア                     | 姉の愛と姉妹優勝                    |
| 2009年1月  | ワールドカップ・ソフィア         | 3位                                 |
| 2009年2月  | ワールドカップ・ウィーン         | 2位                                 |
| 2009年5月  | フランスジュニア国際             | 優勝                                |
| 2009年6月  | 優勝大会                         | 2位                                 |
| 2009年7月  | グランドスラム・リオデジャネイロ | 5位                                 |
| 2009年10月 | 学生体重別                       | 姉の愛と姉妹優勝                    |
| 2009年10月 | 世界ジュニア                     | 優勝                                |
| 2009年11月 | 体重別団体                       | 5位                                 |
| 2010年1月  | ワールドカップ・ソフィア         | 2位                                 |
| 2010年5月  | グランプリ・チュニス             | 優勝                                |
| 2010年6月  | 優勝大会                         | 3位                                 |
| 2010年10月 | 学生体重別                       | 3位                                 |
| 2010年10月 | グランプリ・ロッテルダム         | 優勝                                |
| 2010年11月 | 体重別団体                       | 5位                                 |
| 2010年11月 | 講道館杯                         | 2位                                 |
| 2010年12月 | グランドスラム・東京             | 姉の愛と姉妹優勝                    |
| 2011年1月  | ワールドマスターズ               | 5位                                 |
| 2011年2月  | グランドスラム・パリ             | 5位                                 |
| 2011年2月  | グランプリ・デュッセルドルフ     | 5位                                 |
| 2011年4月  | アジア選手権                     | 個人戦 2位、団体戦 姉の愛と姉妹優勝 |
| 2011年5月  | グランドスラム・モスクワ         | 2位                                 |
| 2011年8月  | 世界選手権                       | 3回戦敗退                           |
| 2011年8月  | 世界団体                         | 2位                                 |
| 2011年10月 | グランプリ・アブダビ             | 優勝                                |
| 2011年11月 | 体重別団体                       | 3位                                 |
| 2011年11月 | 講道館杯                         | 3位                                 |
| 2011年12月 | グランドスラム・東京             | 3位                                 |
| 2012年1月  | ワールドマスターズ               | 3位                                 |
| 2012年2月  | グランドスラム・パリ             | 優勝                                |
| 2012年5月  | 選抜体重別                       | 優勝                                |
| 2012年8月  | ロンドンオリンピック             | 7位                                 |
| 2012年11月 | 体重別団体                       | 3位                                 |
| 2012年12月 | グランドスラム・東京             | 2位                                 |
| 2013年5月  | アジア選手権                     | 団体戦 優勝                         |
| 2013年6月  | グランプリ・マイアミ             | 3位                                 |
| 2013年8月  | 世界選手権                       | 初戦敗退                            |
| 2013年8月  | 世界団体                         | 姉の愛と姉妹優勝                    |
| 2013年11月 | グランドスラム・東京             | 5位                                 |
| 2014年2月  | グランドスラム・パリ             | 3位                                 |
| 2014年6月  | 実業団体                         | 2部 優勝                            |
| 2014年8月  | 世界団体                         | 3位                                 |
| 2014年11月 | 講道館杯                         | 優勝                                |
| 2014年12月 | グランドスラム・東京             | 2位                                 |
| 2015年4月  | 選抜体重別                       | 姉の愛と姉妹優勝                    |
| 2015年6月  | 実業団体                         | 2部 優勝                            |
| 2015年7月  | グランドスラム・チュメニ         | 優勝                                |
| 2015年10月 | グランドスラム・パリ             | 優勝                                |
| 2016年2月  | グランドスラム・パリ             | 2位                                 |
| 2016年4月  | 選抜体重別                       | 優勝                                |
| 2016年8月  | リオデジャネイロオリンピック     | 優勝                                |
| 2017年6月  | 実業団体                         | 2部 優勝                            |

（出典、JudoInside.com）。

## 有力選手との対戦成績
| 国籍             | 選手名                     | 内容                     |
| ---------------- | -------------------------- | ------------------------ |
| 日本の旗         | 新井千鶴                   | 3勝                      |
| コロンビアの旗   | ジュリ・アルベアル         | 3勝1敗（うち3戦1本勝ち） |
| オランダの旗     | キム・ポリング             | 4勝1敗（うち2戦1本勝ち） |
| フランスの旗     | ジブリズ・エマヌ           | 2敗                      |
| カナダの旗       | ケリタ・ズパンシック       | 7勝（うち5戦1本勝ち）    |
| ドイツの旗       | ラウラ・ヴァルガス＝コッホ | 5勝（うち4戦1本勝ち）    |
| イスラエルの旗   | リンダ・ボルダー           | 3勝2敗（うち1戦1本勝ち） |
| スペインの旗     | マリア・ベルナベウ         | 3勝（うち2戦1本勝ち）    |
| オーストリアの旗 | ベルナデッテ・グラフ       | 1敗                      |
| 大韓民国の旗     | 金省然                     | 1敗                      |
| キューバの旗     | オニックス・コルテス       | 2勝3敗                   |
| フランスの旗     | リュシ・デコス             | 1勝4敗                   |
| オランダの旗     | エディス・ボッシュ         | 1勝3敗                   |

（参考資料：ベースボールマガジン社発行の近代柔道バックナンバー、JudoInside.com等）。

## IJFワールド柔道ツアーにおける獲得賞金一覧
| グランプリ・チュニス         | 2010年5月8日   | 優勝 | 3,000ドル  |
| グランプリ・ロッテルダム     | 2010年10月16日 | 優勝 | 3,000ドル  |
| グランドスラム・東京2010     | 2010年12月13日 | 優勝 | 5,000ドル  |
| グランドスラム・モスクワ2011 | 2011年5月29日  | 2位  | 3,000ドル  |
| グランプリ・アブダビ         | 2011年10月17日 | 優勝 | 3,000ドル  |
| グランドスラム・東京2011     | 2011年12月11日 | 3位  | 1,500ドル  |
| ワールドマスターズ2012       | 2012年1月15日  | 3位  | 2,000ドル  |
| グランドスラム・パリ2012     | 2012年2月5日   | 優勝 | 5,000ドル  |
| グランドスラム・東京2012     | 2012年12月1日  | 2    | 3,000ドル  |
| グランプリ・マイアミ         | 2013年6月16日  | 3位  | 1,000ドル  |
| グランドスラム・パリ2014     | 2014年2月9日   | 3位  | 1,500ドル  |
| グランドスラム・東京2014     | 2014年12月6日  | 2位  | 2,400ドル  |
| グランドスラム・チュメニ2015 | 2015年7月19日  | 優勝 | 4,000ドル  |
| グランドスラム・パリ2015     | 2015年10月18日 | 優勝 | 4,000ドル  |
| グランドスラム・パリ2016     | 2016年2月6日   | 2位  | 2,400ドル  |
| 総計                         |                |      |            |
| 15大会                       | ー             | ー   | 43,800ドル |

- 日本選手の場合は、獲得賞金の半分は全柔連の取り分となっていたが、2013年3月からは競技者規定が改訂されて、賞金は全額選手が受け取れることになった[76]。なお、2014年7月からはIJF主催の各大会でコーチにも賞金が支給されるようになったために、選手の賞金が従来の2割減となった[77]。

## 受賞
- 2009年 テレビ朝日ビッグスポーツ賞 新人賞[78]。
- 2016年 テレビ朝日ビッグスポーツ賞 大賞[79]。
- 2016年 紫綬褒章[54]。
- 2016年「ベストビューティストアワード」特別賞受賞[80]。

## テレビ出演
- 学校へ行こう!（2006年） - 姉妹でV6と柔道対決[81]。
- 警視庁ゼロ係〜生活安全課なんでも相談室〜（2017年） - 田知本遥（本人役）[82]。